# Fenillosa
Fenillosa ist ein spanischer Ort in der Provinz Huesca der Autonomen Gemeinschaft Aragonien. Fenillosa, im Pyrenäenvorland liegend, gehört zur Gemeinde Sabiñánigo. Der Ort hat seit Jahren keine Einwohner mehr.

## Geographie
Der Ort liegt etwa 15 Kilometer (Luftlinie) südöstlich von Sabiñánigo und ist über die A1604 zu erreichen. 

## Sehenswürdigkeiten
- Ruinöse Kirche aus dem 18. Jahrhundert